# Imperfekt
Imperfekt (lat. imperfectus = nesvršen) prošlo je nesvršeno vrijeme glagola u hrvatskom jeziku i tvori se od nesvršenih glagola, od infinitivne ili prezentske osnove i nastavaka:
- -ah, -aše, -aše, -asmo, -aste, -ahu
- -jah, -jaše, -jaše, -jasmo, -jaste, -jahu
- -ijah, -ijaše, -ijaše, -ijasmo, -ijaste, -ijahu.

## Tvorba imperfekta
Imperfekt prema infinitivnoj osnovi tvori se tako da se sufiksalni morfemi infinitivne osnove zamijene sufiksalnim morfemima imperfektne osnove te se na njih dodaju nastavci -h, -še, -še, -smo, -ste, -hū.
- -a-  → -ā-

kop-a-ti → kop-ā-h > kopāh
- -āva-  → -āvā-

pro-uč-āva-ti → pro-uč-āvā-h > proučāvāh
- -īva-  → -īvā-

dar-īva-ti  → dar-īvā-h > darīvāh
- -ova-  → -ovā-

kup-ova-ti  → kup-ovā-h > kupovāh
- -eva-  → -evā-

bič-eva-ti  → bič-evā-h > bičevāh
- -Ø- → -jā-, pri tome može doći do jotacije

pi-Ø-ti → pi-jā-h > pijāh
vu-Ø-ći (vuk-Ø-ti) → vuk-jā-h > vučāh
- -i- i -je- → -jā-, pri tome dolazi do jotacije, pojave umetnutog l i jednačenja po mjestu tvorbe

trub-i-ti → trub-l-jā-h > trubljāh
grub-je-ti → grub-jā-h > grubjāh
slijed-i-ti → slijed-jā-h > slijeđāh
žud-je-ti → žud-jā-h > žuđāh
šaraf-i-ti → šaraf-jā-h > šarafljāh
hval-i-ti → hval-jā-h > hvaljāh
lom-i-ti → lom-l-jā-h > lomljāh
grm-je-ti → grm-l-jā-h > grmljāh
ron-i-ti → ron-jā-h > ronjāh
krijep-i-ti → krijep-l-jā-h > krijepljāh
trp-je-ti → trp-l-jā-h > trpljāh
nos-i-ti → nos-jā-h > nošāh
mlat-i-ti → mlat-jā-h > mlaćāh
šut-je-ti → šut-jā-h > šućāh
lov-i-ti → lov-l-jā-h > lovljāh
živ-je-ti → živ-l-jā-h > življāh
voz-i-ti → voz-jā-h > vožāh
misl-i-ti → misl-jā-h > mišljāh
kasn-i-ti → kasn-jā-h > kašnjāh
prazn-i-ti → prazn-jā-h > pražnjāh
čist-i-ti → čist-jā-h > čišćāh
- -nu- → -njā-

kis-nu-ti → kis-njā-h > kišnjāh
čez-nu-ti → čez-njā-h > čežnjāh
- -Ø- → -ijā-

plet-Ø-ti → plet-ijā-h > pletijāh

## Glasovne promjene u imperfektu
Kod nekih se glagola provodi sibilarizacija:
- peći - pecijah, strići - strizijah, teći - tecijah

Kod onih glagola kojima osnova završava na suglasnik i imperfekt tvore nastavkom -jah, provodi se jotacija:
- nositi - nošah, vidjeti - viđah, dolaziti - dolažah, trubiti - trubljah

## Imperfekt pomoćnih glagola
Imperfekt pomoćnih glagola biti i htjeti:
| lice | jednina | množina |
| ---- | ------- | ------- |
| 1.   | bijah   | bijasmo |
| 2.   | bijaše  | bijaste |
| 3.   | bijaše  | bijahu  |

 - 
| lice | jednina | množina  |
| ---- | ------- | -------- |
| 1.   | htijah  | htijasmo |
| 2.   | htijaše | htijaste |
| 3.   | htijaše | htijahu  |

| lice | jednina | množina |
| ---- | ------- | ------- |
| 1.   | pisah   | pisasmo |
| 2.   | pisaše  | pisaste |
| 3.   | pisaše  | pisahu  |

| lice | jednina | množina |
| ---- | ------- | ------- |
| 1.   | čujah   | čujasmo |
| 2.   | čujaše  | čujaste |
| 3.   | čujaše  | čujahu  |

| lice | jednina  | množina   |
| ---- | -------- | --------- |
| 1.   | pecijah  | pecijasmo |
| 2.   | pecijaše | pecijaste |
| 3.   | pecijaše | pecijahu  |

| lice | jednina | množina |
| ---- | ------- | ------- |
| 1.   | pisah   | pisasmo |
| 2.   | pisaše  | pisaste |
| 3.   | pisaše  | pisahu  |

| lice | jednina | množina |
| ---- | ------- | ------- |
| 1.   | čujah   | čujasmo |
| 2.   | čujaše  | čujaste |
| 3.   | čujaše  | čujahu  |

| lice | jednina  | množina   |
| ---- | -------- | --------- |
| 1.   | pecijah  | pecijasmo |
| 2.   | pecijaše | pecijaste |
| 3.   | pecijaše | pecijahu  |